# Choc des Olympiques
Lo Choc des Olympiques (Scontro degli Olimpici), detto anche Derby des Olympiques (Derby degli Olimpici) o più semplicemente L'Olympico (L'Olimpico), è la sfida che vede contrapporsi l'OM di Marsiglia contro l'OL di Lione.
Tale partita vede incrociarsi due delle squadre più vincenti della Francia, infatti questo derby non ha connotazioni regionali o cittadine ma viene considerato un "classico" in quanto ha spesso infiammato i vertici della Ligue 1, soprattutto agli inizi degli anni 2000, periodo nel quale il Lione è entrato nella scena del calcio francese.

## Statistiche

### Bilancio complessivo
Aggiornato il 19 novembre 2022.
|                     | Totale | Vittorie OL | Pareggi | Vittorie OM | Gol OL | Gol OM |
| ------------------- | ------ | ----------- | ------- | ----------- | ------ | ------ |
| Ligue 1             | 103    | 36          | 39      | 28          | 166    | 159    |
| Ligue 2             | 2      | 0           | 0       | 2           | 0      | 2      |
| Coupe de France     | 11     | 4           | 1       | 6           | 12     | 13     |
| Coupe de la Ligue   | 2      | 1           | 0       | 1           | 2      | 2      |
| Coupe Charles Drago | 1      | 1           | 0       | 0           | 1      | 0      |
| Totale              | 120    | 42          | 40      | 37          | 181    | 177    |

### Migliori marcatori
| N° | Nome              | Gol | Squadra             | Periodo   |
| -- | ----------------- | --- | ------------------- | --------- |
| 1  | Josip Skoblar     | 13  | Olympique Marsiglia | 1967-1973 |
| 2  | Bernard Lacombe   | 12  | Olympique Lione     | 1971-1977 |
| 3  | Fleury Di Nallo   | 11  | Olympique Lione     | 1963-1973 |
| 4  | Bafétimbi Gomis   | 9   | Olympique Lione     | 2010-2014 |
| 5  | Joseph Yegba Maya | 8   | Olympique Marsiglia | 1966-1969 |
| 5  | Jean-Pierre Papin | 8   | Olympique Marsiglia | 1987-1991 |
| 6  | Mamadou Niang     | 7   | Olympique Marsiglia | 2006-2008 |
| 7  | Gunnar Andersson  | 6   | Olympique Marsiglia | 1952-1956 |
| 7  | Joseph Bonnel     | 6   | Olympique Marsiglia | 1968-1973 |
| 7  | Sonny Anderson    | 6   | Olympique Lione     | 1999-2002 |
| 7  | Juninho           | 6   | Olympique Lione     | 2003-2009 |

## Partite ufficiali
Vittoria Olympique Lione
  Vittoria Olympique Marsiglia
  Pareggio
| #   | Data       | Competizione                | Stadio              | In casa             | Risultato   | In trasferta        | Marcatori Olympique Lione                  | Marcatori Olympique Marsiglia                    | Spettatori |
| --- | ---------- | --------------------------- | ------------------- | ------------------- | ----------- | ------------------- | ------------------------------------------ | ------------------------------------------------ | ---------- |
| 1   | 11/11/1951 | Division 1 1951-1952        | Stade de Gerland    | Olympique Lione     | 2 - 2       | Olympique Marsiglia | Flamion, Dupraz                            | Alarcon, Lanfranchi                              | 14 335     |
| 2   | 13/04/1952 | Division 1 1951-1952        | Stade Vélodrome     | Olympique Marsiglia | 3 - 1       | Olympique Lione     | Juillard                                   | Andersson (2), Mercurio                          | 8 464      |
| 3   | 26/09/1954 | Division 1 1954-1955        | Stade de Gerland    | Olympique Lione     | 3 - 0       | Olympique Marsiglia | Fatton (2), Hjalmarsson                    |                                                  | 22 482     |
| 4   | 30/01/1955 | Division 1 1954-1955        | Stade Vélodrome     | Olympique Marsiglia | 1 - 0       | Olympique Lione     |                                            | Andersson                                        | 18 262     |
| 5   | 06/11/1955 | Division 1 1955-1956        | Stade de Gerland    | Olympique Lione     | 1 - 1       | Olympique Marsiglia | Kermali                                    | Andersson                                        | 20 458     |
| 6   | 20/05/1956 | Division 1 1955-1956        | Stade Vélodrome     | Olympique Marsiglia | 5 - 1       | Olympique Lione     | Antonio                                    | Durand, Gransart, Mercurio, Andersson, Scotti    | 13 303     |
| 7   | 09/12/1956 | Division 1 1956-1957        | Stade Vélodrome     | Olympique Marsiglia | 3 - 2       | Olympique Lione     | Cossou, Schultz                            | Mercurio, Andersson, Scotti                      | 19 526     |
| 8   | 01/01/1957 | Division 1 1956-1957        | Stade de Gerland    | Olympique Lione     | 2 - 0       | Olympique Marsiglia | Fatton (2)                                 |                                                  | 6 032      |
| 9   | 19/09/1957 | Division 1 1957-1958        | Stade Vélodrome     | Olympique Marsiglia | 2 - 3       | Olympique Lione     | Moresco, Cossou, Kermali                   | Scotti, Curyl                                    | 13 727     |
| 10  | 30/03/1958 | Division 1 1957-1958        | Stade de Gerland    | Olympique Lione     | 1 - 1       | Olympique Marsiglia | Kermali                                    | Jensen                                           | 7 792      |
| 11  | 10/09/1958 | Division 1 1958-1959        | Stade Vélodrome     | Olympique Marsiglia | 1 - 1       | Olympique Lione     | Cossou                                     | Eschmann                                         | 14 246     |
| 12  | 26/04/1959 | Division 1 1958-1959        | Stade de Gerland    | Olympique Lione     | 1 - 1       | Olympique Marsiglia | Levandowicz                                | Marcel                                           | 4 102      |
| 13  | 04/04/1962 | Coppa Charles Drago 1962    | Stade Vélodrome     | Olympique Marsiglia | 0 - 1       | Olympique Lione     | Salem                                      |                                                  | 14 000     |
| 14  | 18/08/1962 | Division 1 1962-1963        | Stade de Gerland    | Olympique Lione     | 1 - 1       | Olympique Marsiglia | Rambert                                    | Stopyra                                          | 7 894      |
| 15  | 10/03/1963 | Coppa di Francia 1962-1963  | Stadium de Toulouse | Olympique Lione     | 2 - 1       | Olympique Marsiglia | Polak, Di Nallo                            | Milazzo                                          | 7 389      |
| 16  | 07/04/1963 | Division 1 1962-1963        | Stade Vélodrome     | Olympique Marsiglia | 1 - 2       | Olympique Lione     | Di Nallo, Combin                           | S. Roy                                           | 5 885      |
| 17  | 30/10/1966 | Division 1 1966-1967        | Stade de Gerland    | Olympique Lione     | 2 - 2       | Olympique Marsiglia | Maison, Rambert                            | Joseph (2)                                       | 9 931      |
| 18  | 28/04/1967 | Division 1 1966-1967        | Stade Vélodrome     | Olympique Marsiglia | 4 - 1       | Olympique Lione     | Di Nallo                                   | Destrumelle, Casolari, J. Djorkaeff, Skoblar     | 9 571      |
| 19  | 07/10/1967 | Division 1 1967-1968        | Stade Vélodrome     | Olympique Marsiglia | 2 - 1       | Olympique Lione     | Lekkak                                     | Donnat, Joseph                                   | 14 263     |
| 20  | 02/03/1968 | Division 1 1967-1968        | Stade de Gerland    | Olympique Lione     | 3 - 2       | Olympique Marsiglia | Di Nallo (2), Pin                          | Joseph (2)                                       | 9 007      |
| 21  | 08/12/1968 | Division 1 1968-1969        | Stade de Gerland    | Olympique Lione     | 2 - 3       | Olympique Marsiglia | Perrin, A. Guy                             | Bonnel, Joseph, Magnusson                        | 12 214     |
| 22  | 20/05/1969 | Division 1 1968-1969        | Stade Vélodrome     | Olympique Marsiglia | 2 - 2       | Olympique Lione     | Lekkak (2)                                 | Bonnel, Joseph                                   | 18 920     |
| 23  | 16/11/1969 | Division 1 1969-1970        | Stade Vélodrome     | Olympique Marsiglia | 4 - 1       | Olympique Lione     | Rambert                                    | J. Djorkaeff, Skoblar (2), Joseph                | 28 630     |
| 24  | 13/05/1970 | Division 1 1969-1970        | Stade de Gerland    | Olympique Lione     | 1 - 0       | Olympique Marsiglia | A. Guy                                     |                                                  | 7 524      |
| 25  | 25/10/1970 | Division 1 1970-1971        | Stade de Gerland    | Olympique Lione     | 1 - 4       | Olympique Marsiglia | Di Nallo                                   | Skoblar (3), Loubet                              | 21 918     |
| 26  | 08/05/1971 | Division 1 1970-1971        | Stade Vélodrome     | Olympique Marsiglia | 2 - 2       | Olympique Lione     | Domenech, Di Nallo                         | Loubet, Couécou                                  | 24 647     |
| 27  | 11/08/1971 | Division 1 1971-1972        | Stade Vélodrome     | Olympique Marsiglia | 1 - 1       | Olympique Lione     | Lacombe                                    | Gress                                            | 34 530     |
| 28  | 26/05/1972 | Division 1 1971-1972        | Stade de Gerland    | Olympique Lione     | 3 - 3       | Olympique Marsiglia | Di Nallo, Lacombe, Baeza                   | Bracci, Skoblar (2)                              | 30 519     |
| 29  | 16/08/1972 | Division 1 1972-1973        | Stade Vélodrome     | Olympique Marsiglia | 5 - 2       | Olympique Lione     | Chiesa, Di Nallo                           | Bonnel (3), Skoblar (2)                          | 32 000     |
| 30  | 07/01/1973 | Division 1 1972-1973        | Stade de Gerland    | Olympique Lione     | 4 - 4       | Olympique Marsiglia | Di Nallo (2), Prost, Lacombe               | Di Caro, Franceschetti, Skoblar (2)              | 12 070     |
| 31  | 14/04/1973 | Coppa di Francia 1972-1973  | Stade Vélodrome     | Olympique Marsiglia | 1 - 0       | Olympique Lione     |                                            | Bonnel                                           | 35 000     |
| 32  | 18/04/1973 | Coppa di Francia 1972-1973  | Stade de Gerland    | Olympique Lione     | 4 - 0       | Olympique Marsiglia | Lacombe (2), Chiesa, Baeza                 |                                                  | 37 219     |
| 33  | 06/10/1973 | Division 1 1973-1974        | Stade de Gerland    | Olympique Lione     | 2 - 2       | Olympique Marsiglia | Lacombe, Yves                              | Skoblar, Bosquier                                | 19 101     |
| 34  | 13/03/1974 | Division 1 1973-1974        | Stade Vélodrome     | Olympique Marsiglia | 1 - 1       | Olympique Lione     | Ravier                                     | Couécou                                          | 11 687     |
| 35  | 24/09/1974 | Division 1 1974-1975        | Stade Vélodrome     | Olympique Marsiglia | 0 - 1       | Olympique Lione     | Domenech                                   |                                                  | 22 912     |
| 36  | 16/02/1975 | Division 1 1974-1975        | Stade de Gerland    | Olympique Lione     | 0 - 1       | Olympique Marsiglia |                                            | Troisi                                           | 24 455     |
| 37  | 19/11/1975 | Division 1 1975-1976        | Stade Vélodrome     | Olympique Marsiglia | 2 - 0       | Olympique Lione     |                                            | Boubacar, Emon                                   | 11 516     |
| 38  | 30/04/1976 | Division 1 1975-1976        | Stade de Gerland    | Olympique Lione     | 2 - 1       | Olympique Marsiglia | Lacombe (2)                                | Yazalde                                          | 13 352     |
| 39  | 12/06/1976 | Coppa di Francia 1975-1976  | Parc des Princes    | Olympique Marsiglia | 2 - 0       | Olympique Lione     |                                            | Noguès, Boubacar                                 | 45 661     |
| 40  | 06/11/1976 | Division 1 1976-1977        | Stade de Gerland    | Olympique Lione     | 2 - 1       | Olympique Marsiglia | Lacombe, Ferrigno                          | Noguès                                           | 21 116     |
| 41  | 28/04/1977 | Division 1 1976-1977        | Stade Vélodrome     | Olympique Marsiglia | 3 - 1       | Olympique Lione     | Domenech                                   | Florès (2), Noguès                               | 9 886      |
| 42  | 22/10/1977 | Division 1 1977-1978        | Stade de Gerland    | Olympique Lione     | 4 - 2       | Olympique Marsiglia | Lacombe (3), Spiegel                       | Boubacar, Trésor                                 | 17 462     |
| 43  | 11/03/1978 | Division 1 1977-1978        | Stade Vélodrome     | Olympique Marsiglia | 4 - 0       | Olympique Lione     |                                            | Berdoll (2), Florès, Boubacar                    | 18 722     |
| 44  | 14/10/1978 | Division 1 1978-1979        | Stade Vélodrome     | Olympique Marsiglia | 2 - 2       | Olympique Lione     | (aut.) Bracci, Chiesa                      | Florès, Buigues                                  | 12 182     |
| 45  | 27/04/1979 | Division 1 1978-1979        | Stade de Gerland    | Olympique Lione     | 1 - 1       | Olympique Marsiglia | Chiesa                                     | Berdoll                                          | 5 812      |
| 46  | 02/11/1979 | Division 1 1979-1980        | Stade Vélodrome     | Olympique Marsiglia | 3 - 1       | Olympique Lione     | Xuereb                                     | Temime, N'Gom, Six                               | 9 438      |
| 47  | 18/04/1980 | Division 1 1979-1980        | Stade de Gerland    | Olympique Lione     | 1 - 0       | Olympique Marsiglia | Olio                                       |                                                  | 25 000     |
| 48  | 29/10/1983 | Division 2 1983-1984        | Stade Vélodrome     | Olympique Marsiglia | 1 - 0       | Olympique Lione     |                                            | Lopez                                            | 37 043     |
| 49  | 07/04/1984 | Division 2 1983-1984        | Stade de Gerland    | Olympique Lione     | 0 - 1       | Olympique Marsiglia |                                            | Rubio                                            | 31 030     |
| 50  | 21/04/1987 | Coppa di Francia 1986-1987  | Stade Vélodrome     | Olympique Marsiglia | 3 - 0       | Olympique Lione     |                                            | Cubaynes (2), Papin                              | 16 666     |
| 51  | 06/05/1987 | Coppa di Francia 1986-1987  | Stade de Gerland    | Olympique Lione     | 2 - 2       | Olympique Marsiglia | Remark, N'Domba                            | Genghini, Förster                                | 18 000     |
| 52  | 21/07/1989 | Division 1 1989-1990        | Stade de Gerland    | Olympique Lione     | 1 - 4       | Olympique Marsiglia | Génésio                                    | Papin, Sauzée, Eyraud, Mozer                     | 24 551     |
| 53  | 19/05/1990 | Division 1 1989-1990        | Stade Vélodrome     | Olympique Marsiglia | 0 - 1       | Olympique Lione     | Kabongo                                    |                                                  | 23 400     |
| 54  | 11/08/1990 | Division 1 1990-1991        | Stade de Gerland    | Olympique Lione     | 2 - 2       | Olympique Marsiglia | Cabañas, Bouderbala                        | Cantona, Papin                                   | 36 151     |
| 55  | 13/01/1991 | Division 1 1990-1991        | Stade Vélodrome     | Olympique Marsiglia | 7 - 0       | Olympique Lione     |                                            | Vercruysse, Papin (4), Germain (2)               | 26 808     |
| 56  | 27/07/1991 | Division 1 1991-1992        | Stade de Gerland    | Olympique Lione     | 1 - 1       | Olympique Marsiglia | Bouafia                                    | Papin                                            | 35 000     |
| 57  | 30/11/1991 | Division 1 1991-1992        | Stade Vélodrome     | Olympique Marsiglia | 0 - 0       | Olympique Lione     |                                            |                                                  | 23 295     |
| 58  | 29/08/1992 | Division 1 1992-1993        | Stade de Gerland    | Olympique Lione     | 2 - 2       | Olympique Marsiglia | Debbah (2)                                 | Sauzée, Boli                                     | 25 000     |
| 59  | 23/01/1993 | Division 1 1992-1993        | Stade Vélodrome     | Olympique Marsiglia | 2 - 1       | Olympique Lione     | Billong                                    | Völler (2)                                       | 20 000     |
| 60  | 09/11/1993 | Division 1 1993-1994        | Stade de Gerland    | Olympique Lione     | 1 - 0       | Olympique Marsiglia | Roche                                      |                                                  | 22 000     |
| 61  | 26/04/1994 | Division 1 1993-1994        | Stade Vélodrome     | Olympique Marsiglia | 3 - 0       | Olympique Lione     |                                            | Anderson (2), Stojković                          | 28 000     |
| 62  | 10/08/1996 | Division 1 1996-1997        | Stade Vélodrome     | Olympique Marsiglia | 3 - 1       | Olympique Lione     | Caveglia                                   | Roy, Gravelaine, Libbra                          | 19 500     |
| 63  | 24/05/1997 | Division 1 1996-1997        | Stade de Gerland    | Olympique Lione     | 8 - 0       | Olympique Marsiglia | Caveglia (2), Maurice (2), Gava, Giuly (3) |                                                  | 28 250     |
| 64  | 04/09/1997 | Division 1 1997-1998        | Stade Vélodrome     | Olympique Marsiglia | 1 - 0       | Olympique Lione     |                                            | Gravelaine                                       | 21 983     |
| 65  | 10/01/1998 | Division 1 1997-1998        | Stade de Gerland    | Olympique Lione     | 2 - 1       | Olympique Marsiglia | Caveglia (2)                               | Blanc                                            | 29 416     |
| 66  | 19/11/1998 | Division 1 1998-1999        | Stade de Gerland    | Olympique Lione     | 2 - 1       | Olympique Marsiglia | Linarès, Violeau                           | Maurice                                          | 39 871     |
| 67  | 30/04/1999 | Division 1 1998-1999        | Stade Vélodrome     | Olympique Marsiglia | 0 - 0       | Olympique Lione     |                                            |                                                  | 57 414     |
| 68  | 15/10/1999 | Division 1 1999-2000        | Stade Vélodrome     | Olympique Marsiglia | 0 - 1       | Olympique Lione     | Anderson                                   |                                                  | 52 892     |
| 69  | 26/02/2000 | Division 1 1999-2000        | Stade de Gerland    | Olympique Lione     | 2 - 0       | Olympique Marsiglia | Vairelles, Anderson                        |                                                  | 39 758     |
| 70  | 01/10/2000 | Division 1 2000-2001        | Stade Vélodrome     | Olympique Marsiglia | 1 - 1       | Olympique Lione     | Anderson                                   | Belmadi                                          | 48 729     |
| 71  | 06/02/2001 | Division 1 2000-2001        | Stade de Gerland    | Olympique Lione     | 1 - 1       | Olympique Marsiglia | Anderson                                   | Leroy                                            | 37 093     |
| 72  | 08/09/2001 | Division 1 2001-2002        | Stade Vélodrome     | Olympique Marsiglia | 0 - 0       | Olympique Lione     |                                            |                                                  | 52 559     |
| 73  | 23/01/2002 | Division 1 2001-2002        | Stade de Gerland    | Olympique Lione     | 4 - 0       | Olympique Marsiglia | Anderson, Laigle (2), Govou                |                                                  | 38 378     |
| 74  | 16/08/2002 | Ligue 1 2002-2003           | Stade Vélodrome     | Olympique Marsiglia | 1 - 1       | Olympique Lione     | Govou                                      | Bakayoko                                         | 56 529     |
| 75  | 10/01/2003 | Ligue 1 2002-2003           | Stade de Gerland    | Olympique Lione     | 1 - 0       | Olympique Marsiglia | Luyindula                                  |                                                  | 38 775     |
| 76  | 09/11/2003 | Ligue 1 2003-2004           | Stade Vélodrome     | Olympique Marsiglia | 1 - 4       | Olympique Lione     | Élber, Luyindula (2), Juninho              | Van Buyten                                       | 56 207     |
| 77  | 03/04/2004 | Ligue 1 2003-2004           | Stade de Gerland    | Olympique Lione     | 1 - 2       | Olympique Marsiglia | Luyindula                                  | Drogba, Meriem                                   | 38 602     |
| 78  | 17/12/2004 | Ligue 1 2004-2005           | Stade de Gerland    | Olympique Lione     | 1 - 1       | Olympique Marsiglia | Govou                                      | Luyindula                                        | 38 728     |
| 79  | 21/05/2005 | Ligue 1 2004-2005           | Stade Vélodrome     | Olympique Marsiglia | 0 - 1       | Olympique Lione     | Juninho                                    |                                                  | 57 041     |
| 80  | 14/08/2005 | Ligue 1 2005-2006           | Stade Vélodrome     | Olympique Marsiglia | 1 - 1       | Olympique Lione     | Carew                                      | Taiwo                                            | 57 609     |
| 81  | 11/01/2006 | Ligue 1 2005-2006           | Stade de Gerland    | Olympique Lione     | 2 - 1       | Olympique Marsiglia | Tiago, Govou                               | Lamouchi                                         | 38 912     |
| 82  | 11/04/2006 | Coppa di Francia 2005-2006  | Stade de Gerland    | Olympique Lione     | 1 - 2       | Olympique Marsiglia | Fred                                       | Maoulida, Niang                                  | 38 885     |
| 83  | 22/10/2006 | Ligue 1 2006-2007           | Stade Vélodrome     | Olympique Marsiglia | 1 - 4       | Olympique Lione     | Juninho (2), Benzema, Källström            | Bamogo                                           | 57 376     |
| 84  | 31/01/2007 | Coppa di Francia 2006-2007  | Stade Vélodrome     | Olympique Marsiglia | 2 - 1       | Olympique Lione     | Cris                                       | Pagis, Niang                                     | 58 000     |
| 85  | 11/03/2007 | Ligue 1 2006-2007           | Stade de Gerland    | Olympique Lione     | 1 - 1       | Olympique Marsiglia | Baroš                                      | Niang                                            | 38 930     |
| 86  | 11/11/2007 | Ligue 1 2007-2008           | Stade de Gerland    | Olympique Lione     | 1 - 2       | Olympique Marsiglia | Juninho                                    | Niang (2)                                        | 38 811     |
| 87  | 06/04/2008 | Ligue 1 2007-2008           | Stade Vélodrome     | Olympique Marsiglia | 3 - 1       | Olympique Lione     | (aut.) Cana                                | Cissé, Niang (2)                                 | 56 271     |
| 88  | 14/12/2008 | Ligue 1 2008-2009           | Stade de Gerland    | Olympique Lione     | 0 - 0       | Olympique Marsiglia |                                            |                                                  | 39 638     |
| 89  | 28/01/2009 | Coppa di Francia 2008-2009  | Stade de Gerland    | Olympique Lione     | 1 - 0       | Olympique Marsiglia | Benzema                                    |                                                  | 28 308     |
| 90  | 17/05/2009 | Ligue 1 2008-2009           | Stade Vélodrome     | Olympique Marsiglia | 1 - 3       | Olympique Lione     | Benzema (2), Juninho                       | Wiltord                                          | 56 498     |
| 91  | 08/11/2009 | Ligue 1 2009-2010           | Stade de Gerland    | Olympique Lione     | 5 - 5       | Olympique Marsiglia | Pjanić, Govou, Lisandro (2), Bastos        | Diawara, Cheyrou, Koné, Brandão, (aut.) Toulalan | 38 018     |
| 92  | 21/03/2010 | Ligue 1 2009-2010           | Stade Vélodrome     | Olympique Marsiglia | 2 - 1       | Olympique Lione     | Gomis                                      | Kaboré, Taiwo                                    | 52 557     |
| 93  | 19/12/2010 | Ligue 1 2010-2011           | Stade Vélodrome     | Olympique Marsiglia | 1 - 1       | Olympique Lione     | Lisandro López                             | Valbuena                                         | 54 290     |
| 94  | 08/05/2011 | Ligue 1 2010-2011           | Stade de Gerland    | Olympique Lione     | 3 - 2       | Olympique Marsiglia | Lisandro López, Delgado, Cris              | Lucho, Rémy                                      | 39 548     |
| 95  | 18/09/2011 | Ligue 1 2011-2012           | Stade de Gerland    | Olympique Lione     | 2 - 0       | Olympique Marsiglia | Gomis, Michel Bastos                       |                                                  | 38 010     |
| 96  | 05/02/2012 | Ligue 1 2011-2012           | Stade Vélodrome     | Olympique Marsiglia | 2 - 2       | Olympique Lione     | Gomis, (aut.) Diawara                      | Cheyrou, Brandão                                 | 41 474     |
| 97  | 14/04/2012 | Coupe de la Ligue 2011-2012 | Stade de France     | Olympique Lione     | 0 - 1 (dts) | Olympique Marsiglia |                                            | Brandão                                          | 78 877     |
| 98  | 28/11/2012 | Ligue 1 2012-2013           | Stade Vélodrome     | Olympique Marsiglia | 1 - 4       | Olympique Lione     | Gomis (3), Malbranque                      | Rémy                                             | 35 359     |
| 99  | 10/03/2013 | Ligue 1 2012-2013           | Stade de Gerland    | Olympique Lione     | 0 - 0       | Olympique Marsiglia |                                            |                                                  | 38 819     |
| 100 | 15/12/2013 | Ligue 1 2013-2014           | Stade de Gerland    | Olympique Lione     | 2 - 2       | Olympique Marsiglia | Lacazette, Gomis                           | Gignac, Thauvin                                  | 34 218     |
| 101 | 15/01/2014 | Coupe de la Ligue 2013-2014 | Stade de Gerland    | Olympique Lione     | 2 - 1       | Olympique Marsiglia | Gourcuff, Gomis                            | Gignac                                           | 27 338     |
| 102 | 04/05/2014 | Ligue 1 2013-2014           | Stade Vélodrome     | Olympique Marsiglia | 4 - 2       | Olympique Lione     | Mvuemba, Gomis                             | Diawara, Thauvin, Gignac (2)                     | 37 842     |
| 103 | 26/10/2014 | Ligue 1 2014-2015           | Stade de Gerland    | Olympique Lione     | 1 - 0       | Olympique Marsiglia | Gourcuff                                   |                                                  | 38 712     |
| 104 | 15/03/2015 | Ligue 1 2014-2015           | Stade Vélodrome     | Olympique Marsiglia | 0 - 0       | Olympique Lione     |                                            |                                                  | 62 832     |
| 105 | 19/09/2015 | Ligue 1 2015-2016           | Stade Vélodrome     | Olympique Marsiglia | 1 - 1       | Olympique Lione     | Lacazette                                  | Rekik                                            | 56 194     |
| 106 | 24/01/2016 | Ligue 1 2015-2016           | Groupama Stadium    | Olympique Lione     | 1 - 1       | Olympique Marsiglia | Tolisso                                    | Cabella                                          | 56 506     |
| 107 | 18/09/2016 | Ligue 1 2016-2017           | Stade Vélodrome     | Olympique Marsiglia | 0 - 0       | Olympique Lione     |                                            |                                                  | 32 482     |
| 108 | 22/01/2017 | Ligue 1 2016-2017           | Groupama Stadium    | Olympique Lione     | 3 - 1       | Olympique Marsiglia | Valbuena, Lacazette (2)                    | Dória                                            | 48 147     |
| 109 | 31/01/2017 | Coppa di Francia 2016-2017  | Stade Vélodrome     | Olympique Marsiglia | 2 - 1 (dts) | Olympique Lione     | Tolisso                                    | Fanni, Dória                                     | 53 502     |
| 110 | 17/12/2017 | Ligue 1 2017-2018           | Groupama Stadium    | Olympique Lione     | 2 - 0       | Olympique Marsiglia | Fekir, Díaz                                |                                                  | 57 206     |
| 111 | 18/03/2018 | Ligue 1 2017-2018           | Stade Vélodrome     | Olympique Marsiglia | 2 - 3       | Olympique Lione     | (aut.) Rami, Aouar, Depay                  | Rolando, Mītroglou                               | 60 009     |
| 112 | 23/09/2018 | Ligue 1 2018-2019           | Groupama Stadium    | Olympique Lione     | 4 - 2       | Olympique Marsiglia | Aouar, Traoré (2), Fekir                   | Thauvin, Njie                                    | 57 287     |
| 113 | 12/05/2019 | Ligue 1 2018-2019           | Stade Vélodrome     | Olympique Marsiglia | 0 - 3       | Olympique Lione     | Cornet (2), Dembélé                        |                                                  | 61 707     |
| 114 | 10/11/2019 | Ligue 1 2019-2020           | Stade Vélodrome     | Olympique Marsiglia | 2 - 1       | Olympique Lione     | Dembélé                                    | Payet (2)                                        | 65 421     |
| 115 | 12/02/2020 | Coppa di Francia 2019-2020  | Groupama Stadium    | Olympique Lione     | 1 - 0       | Olympique Marsiglia | Aouar                                      |                                                  | 36 000     |
| 116 | 04/10/2020 | Ligue 1 2020-2021           | Groupama Stadium    | Olympique Lione     | 1 - 1       | Olympique Marsiglia | Aouar                                      | Payet                                            | 1 000      |
| 117 | 28/02/2021 | Ligue 1 2020-2021           | Stade Vélodrome     | Olympique Marsiglia | 1 - 1       | Olympique Lione     | Toko Ekambi                                | Milik                                            | 0          |
| 118 | 01/02/2022 | Ligue 1 2021-2022           | Groupama Stadium    | Olympique Lione     | 2 - 1       | Olympique Marsiglia | Shaqiri, Dembélé                           | Guendouzi                                        | 0          |
| 119 | 01/05/2022 | Ligue 1 2021-2022           | Stade Vélodrome     | Olympique Marsiglia | 0 - 3       | Olympique Lione     | Lukeba, Dembélé, Toko Ekambi               |                                                  | 64 784     |
| 120 | 06/11/2022 | Ligue 1 2022-2023           | Stade Vélodrome     | Olympique Marsiglia | 1 - 0       | Olympique Lione     |                                            | Gigot                                            | 62 975     |
| 121 | 23/04/2023 | Ligue 1 2022-2023           | Groupama Stadium    | Olympique Lione     | 1 - 2       | Olympique Marsiglia | Lacazette                                  | Ünder, (aut.) Gusto                              | 57 509     |
| 122 | 06/12/2023 | Ligue 1 2023-2024           | Stade Vélodrome     | Olympique Marsiglia | 3 - 0       | Olympique Lione     |                                            | Vitinha, Murillo, Aubameyang                     | 54 238     |
| 123 | 04/02/2024 | Ligue 1 2023-2024           | Groupama Stadium    | Olympique Lione     | 1 - 0       | Olympique Marsiglia | Lacazette                                  |                                                  | 46 380     |
| 124 | 22/09/2024 | Ligue 1 2024-2025           | Groupama Stadium    | Olympique Lione     | 2 - 3       | Olympique Marsiglia | Ćaleta-Car, Cherki                         | Lirola, Garcia, Rowe                             | 53 228     |
| 125 | 02/02/2025 | Ligue 1 2024-2025           | Stade Vélodrome     | Olympique Marsiglia | 3 - 2       | Olympique Lione     | Tolisso, Lacazette                         | Greenwood, Rabiot, Luis Henrique                 | 66 096     |